# Jaglarz
Jaglarz (niem. Hirse-Berg) – wzniesienie o wysokości 301,0 m n.p.m. w pasmie Wzniesień Płakowickich na Pogórzu Kaczawskim. Wyrasta pomiędzy doliną Widnicy na południowym zachodzie a północno-zachodnią częścią Złotego Lasu/Górniczego Lasu. 

## Geologia
Od strony północnej Jaglarz zbudowany jest z górnokredowych piaskowców ciosowych z Cenomanu i  piaskowców wapnistych i marglistych z Turonu, a od południa z dolnotriasowych piaskowców kwarcowych cienkoławicowych poziomu lwóweckiego i Radłówki.

## Położenie i flora
Wzgórze leży na terenie prawobrzeżnego osiedla Lwówka Śląskiego – Płakowic. Jaglarz jest najwyżej położonym punktem na pograniczu Lwówka Śląskiego i Chmielna. Niecałe dwa kilometry na południe od Jaglarza leży wzgórze Skałka. Grzbiet Jaglarza jest porośnięty lasem mieszanym, poniżej którego rosną łąki. Wzgórze porastają Tobołki Alpejskie (Thlaspi caerulescens), na łakach Arrhenatheretalia i zespół goździka i zawciągu pospolitego (Diantho-Armerietum elongatae). W pobliżu Jaglarza przechodzi zielony szlak turystyczny Lubań-Chobienia z Lwówka Śląskiego do Bolesławca.

## Historia
W 1956 roku szczyt nosił już urzędowo nazwę Jaglarz, zastępując poprzednią niemiecką nazwę Hirse-Berg.  
Na szczycie wzgórza zachowały się mocno zniszczone i zalesione pozostałości obiektów z okresu wojen napoleońskich: prostokątny szaniec, płaska, prostokątna platforma z dwoma wałami i fosami przeciętymi od wschodu przez wjazd na majdan. W trakcie drugiej bitwy nad Bobrem, 19 sierpnia 1813, wojska pruskie wyparły jednostki napoleońskich z Płakowic oraz wzniesień Jaglarz i Wietrznik, zajmując prawy brzeg Bobru.